# Cuore di cane/Oh che sarà
Cuore di cane/Oh che sarà è un singolo di Fiorella Mannoia; è stato pubblicato nel 1989 dalla Epic Records (Catalogo: EPC 655537 6)

## Tracce
Lato A
1. Cuore di cane – 6:20 (Francesco De Gregori)

Lato B
1. Oh che sarà – 2:55 (Chico Buarque e Ivano Fossati) – duetto con Ivano Fossati

Durata totale: 9 min : 15 s